# Pictures at an Exhibition
Pictures at an Exhibition (рус. Картинки с выставки) — первый концертный альбом английской группы Emerson, Lake & Palmer, выпущенный в 1971 году.

## Об альбоме
Только в следующем, 1972 году Pictures at an Exhibition вышел крупным тиражом и стал широко известен публике, хотя сама программа с успехом была представлена группой уже в своем первом концертном выступлении на фестивале на острове Уайт в 1970 году. Музыка представляет собой рок-переработку нескольких пьес из известной сюиты Модеста Мусоргского «Картинки с выставки», дополненную собственными композициями.
Альбом записан в марте 1971 года «вживую» на концерте в Ньюкасле. Запись концертного выступления на о. Уайт была издана в 2006 году под названием «Isle of Wight 1970: The Birth of a Band» (CD/DVD).
В 1981 году альбом был издан в СССР.
В 1993 году группа записала студийную версию этой программы. Она добавлена в конце CD-издания последнего студийного альбома группы In the Hot Seat (1994).
Диск занял 10-е место в американском чарте Billboard Top LPs.

## Список композиций
Тексты - Лейк, Фрайзер
1. «Promenade» (Мусоргский, аранжировка - Эмерсон) — 1:58
2. «The Gnome» (Мусоргский, аранжировка - Палмер) — 4:18
3. «Promenade» (Мусоргский, аранжировка - Эмерсон, Лейк) — 1:23
4. «The Sage» (Лейк) — 4:42
5. «The Old Castle» (Мусоргский, аранжировка - Эмерсон) — 2:33
6. «Blues Variation» (Эмерсон, Лейк, Палмер) — 4:22
7. «Promenade» (Мусоргский, аранжировка - Эмерсон) — 1:29
8. «The Hut of Baba Yaga» (Мусоргский, аранжировка - Эмерсон) — 1:12
9. «The Curse of Baba Yaga» (Эмерсон, Лейк, Палмер) — 4:10
10. «The Hut of Baba Yaga» (Мусоргский, аранжировка - Эмерсон) — 1:06
11. «The Great Gates of Kiev / The End» (Мусоргский, аранжировка - Эмерсон) — 6:37
12. «Nutrocker» (Чайковский, аранжировка - Фаули, Эмерсон, Лейк, Палмер) — 4:26

### Бонус-треки
1. «Pictures at an Exhibition» (студийная версия)[15] — 15:28
  1. «Promenade»
  2. «The Gnome»
  3. «Promenade»
  4. «The Sage»
  5. «The Hut of Baba Yaga»
  6.  «The Great Gates of Kiev»

## Участники записи
- Кит Эмерсон — клавишные
- Грег Лейк — вокал, гитары, тексты
- Карл Палмер — ударные

## Позиции в хит-парадах и сертификации
Еженедельные чарты:
| Год       | Хит-парад                                     | Высшая позиция | Пребывание |
| --------- | --------------------------------------------- | -------------- | ---------- |
| 1971—1972 | Австралия (Kent Music Report)                 | 19             | нет данных |
| 1971—1972 | Великобритания (UK Albums Chart)              | 3              | 5 недель   |
| 1971—1972 | Италия (Musica e dischi)                      | 5              | 19 недель  |
| 1971—1972 | Канада (RPM Albums Chart)                     | 3              | 18 недель  |
| 1971—1972 | Нидерланды (Album Top 100)                    | 6              | 9 недель   |
| 1971—1972 | Норвегия (VG-lista)                           | 18             | 13 недель  |
| 1971—1972 | США (Billboard 200)                           | 10             | 23 недели  |
| 1971—1972 | Финляндия (Suomen virallinen lista)           | 8              | 36 недель  |
| 1971—1972 | ФРГ (Offizielle Top 100)                      | 8              | 1 недель   |
| 1971—1972 | Япония (Oricon)                               | 2              | нет данных |
|           |                                               |                |            |
| 2016      | Великобритания (UK Independent Albums Chart)  | 32             | 1 неделя   |
| 2016      | Великобритания (UK Rock & Metal Albums Chart) | 22             | 1 неделя   |
|           |                                               |                |            |
| 2021      | Великобритания (UK Rock & Metal Albums Chart) | 33             | 1 неделя   |

| Хит-парад (1972)         | Позиция |
| ------------------------ | ------- |
| Италия (FIMI)            | 21      |
| Нидерланды (Buma/Stemra) | 38      |
| ФРГ (Offizielle Top 100) | 21      |

| Регион                                                      | Сертификация | Продажи  |
| ----------------------------------------------------------- | ------------ | -------- |
| Великобритания (BPI)                                        | Серебряный   | 60 000^  |
| США (RIAA)                                                  | Золотой      | 500 000^ |
| ^ Данные о тиражах приведены только на основе сертификации. |              |          |